# Spiczyńce (rejon różyński)
Spiczyńce (ukr. Шпичинці) – wieś w rejonie różyńskim obwodu żytomierskiego.

## Pałac
- pałac wybudowany w 1810 r. przez Marszyckiego od frontowego podjazdu kolumnada jońska, od ogrodu w centralnej części cztery kolumny korynckie, za którymi była wnęka, po obu jej stronach skrzydła z licami zwieńczonymi  trójkątnymi frontonami. Lica ozdobione rzeźbami[3].